# Hoël I av Bretagne
Hoël I av Bretagne, död 981, var hertig av Bretagne mellan 960 och 981.